# San Cristobal
San Cristobal là một khu tự quản thuộc tỉnh Bolívar, Colombia. Thủ phủ của khu tự quản San Cristobal đóng tại San Cristobal Khu tự quản San Cristobal có diện tích  ki lô mét vuông. Đến thời điểm ngày 28 tháng 5 năm 2005, khu tự quản San Cristobal có dân số  người.